# Obtuscampa
Obtuscampa là một chi bướm đêm thuộc họ Noctuidae.